# Ilhas da Nova Sibéria

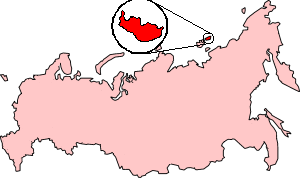
Nova Sibéria, Rússia

As Ilhas da Nova Sibéria (russo: Novosibirskiye Ostrova) constituem um grande arquipélago polar russo, localizado entre o Mar de Laptev, a oeste, o Mar da Sibéria Oriental, a leste, o Oceano Glacial Árctico, a norte, e o Estreito de Dimitri Laptev, que separa as ilhas do continente, a sul.
O arquipélago tem uma área de aproximadamente 28200 km².
O arquipélago inclui as Ilhas da Nova Sibéria propriamente ditas, ou Ilhas Anzhu, cobrindo uma área total de cerca de 29 000 km²:
- Ilha Kotelny (о. Коте́льный) 11 700 km² e
- Ilha Faddeyevsky  (о. Фадде́евский) 5300 km²
  - ligadas pela Terra de Bunge (земля́ Бу́нге) 6200 km² (faixa ocasionalmente submersa)
- Nova Sibéria (Novaya Sibir, о. Но́вая Сиби́рь) 6200 km²
- Ilha Belkovsky  (о. Бельковский) 500 km²

Mais a sul e próximo do continente estão as Ilhas Lyakhovskiye (6100 km²):
- Ilha Lyakhovsky Grande (о. Большо́й Ля́ховский) 4600 km²
- Ilha Lyakhovsky Pequena (о. Ма́лый Ля́ховский) 1325 km²
- Ilha Stolbovoy (о. Столбово́й) 170 km²
- Ilha Semyonovsky (о. Семёновский) 5 km²

As mais pequenas Ilhas De Long (228 km²) estão a nordeste de Nova Sibéria (Novaya Sibir):
- Ilha Jeannette (о. Жанне́тты)
- Ilha Henrietta (о. Генрие́тты)
- Ilha Bennett (о. Бе́ннетта)
- Ilha Vilkitskogo (о. Вильки́цкого)
- Ilha Zhokhova (о. Жо́хова)

A maior parte do arquipélago é de baixa altitude. O ponto mais elevado tem 374 m (Monte Malakatyn-Tas na Ilha Kotelny).